# Здравко Зовко
Здравко Зовко (Горње Колибе, 28. мај 1955) бивши је југословенски и хрватски рукометаш. Након завршетка играчке каријере ради као рукометни тренер.

## Каријера
Рођен је 28. маја 1955. године у месту Горње Колибе код Босанског Брода. Рукометну каријеру је започео у Радничком из Брода, где је играо у млађим категоријама. Године 1973. прелази у загребачки Медвешчак. У овом клубу је провео чак дванаест година и освојио Куп Југославије 1978. и 1981. године. Након одласка из Медвешчака, играо је од 1985. до 1990 у Италији за екипу Ориђије. Са овим клубом је освојио титуле првака Италије 1987, 1988 и 1989.
Као члан рукометне репрезентације Југославије освојио је две златне медаље на Медитеранским играма 1979. у Сплиту и 1983. у Казабланци. На Светском првенству у Дортмунду 1982. године, био је члан тима који је освојио сребрну медаљу. Са репрезентацијом Југославије освојио је златну медаљу на Олимпијским играма 1984. у Лос Анђелесу.
Након завршетка играчке каријере посветио се тренерском послу. Био је селектор репрезентације Хрватске, радио је успешно у рукометном клубу Загреб.

## Успеси
Југославија
- медаље (као играч)
- злато Олимпијске игре 1984.
- сребро Светско првенство 1982. Западна Немачка.
- злато Медитеранске игре 1979. у Сплиту и 1983. у Казабланци.